# Araeolampas fulva
Araeolampas fulva is een zee-egel uit de familie Maretiidae.
De wetenschappelijke naam van de soort werd in 1879 gepubliceerd door Alexander Agassiz.